# Mount Miller (Ross Dependency)
Mount Miller ist ein markanter antarktischer Berg von 4160 m Höhe, der sich etwas mehr als elf Kilometer südlich des Mount Lloyd in der Holland Range erhebt. 
Er wurde von Teilnehmern der Nimrod-Expedition (1907–1909) unter der Leitung des britischen Polarforschers Ernest Shackleton entdeckt. Die Benennung ist nicht überliefert. Vermutlicher Namensgeber ist Malcolm James Miller, ein neuseeländischer Werftbesitzer und späterer Bürgermeister von Lyttelton.